# Ahnenliste
Ahnenliste bezeichnet in der Familiengeschichtsforschung (Genealogie) die Angaben zu den Vorfahren (Ahnen) einer Person in Form einer Liste. Im Vergleich zur Ahnentafel erfasst die Ahnenliste wesentlich mehr Daten und kann viele Vorfahrengenerationen übersichtlich darstellen. Dabei wird unterschieden zwischen der Ahnenreihe und dem Ahnenstamm.

## Ahnenreihe
Die Ahnenreihe bildet eine eigene Form der Ahnenliste, die nach Generationen geordnet ist, nicht alphabetisch nach Ahnenstämmen. In Aufbau und Nummerierung folgt die Ahnenreihe den Kekule-Nummern: Nach der Person (Nr. 1) folgen in der Liste ihre beiden Eltern (2, 3), dann die vier Großeltern (4, 5, 6, 7), die acht Urgroßeltern und so fort in aufsteigender Linie (siehe dazu Generationsbezeichnungen). Diese Darstellungsform bietet einen guten Überblick über alle Vorfahren der gleichen Generation und über die verwandtschaftlichen Zusammenhänge der verschiedenen Ahnenstämme.

## Ahnenstamm
Der Ahnenstamm oder die Stammlinie ist eine Abstammungsfolge, die nur über Männer führt: von einem Vater an seinen ehelichen Sohn (Mannesstamm). In der Regel wurde in dieser Linie auch der Familienname vererbt. Ein Ahnenstamm in einer Ahnenliste beginnt bei einer weiblichen Person (genealogisch auch Probandin genannt) immer mit einer Stammmutter, welcher der Vater, der Großvater und so weiter folgen. Bei männlichen Probanden beginnt der Ahnenstamm mit dem ursprünglichen Stammvater. Die Ahnenstämme werden in einer Liste alphabetisch geordnet.
Die Angaben zu jeder Person werden in der folgenden Reihenfolge geschrieben:
- Familienname
- Vorname(n), Rufname unterstrichen
- Beruf und Stand
- Dienststellung, Titel und Ähnliches
- Erwerb und Verkauf von Haus und Grundbesitz (möglichst mit genauem Preis und Datum)
- Steuerleistungen
- Geburtsort und -datum
- Vorname(n) und Familienname des Ehepartners

Varianten der Schreibweise von Vor- und Familiennamen sind zu belegen, möglichst mit dem Jahr des Auftretens und der Quelle. Zu unterscheiden ist, ob es sich um Geburts- oder Tauftage, Sterbe- oder Begräbnistage, Aufgebot oder Hochzeit handelt.
Auch Stiefahnen sind in der alphabetischen Ordnung der Familiennamen mit allen wichtigen Daten aufzuführen, möglichst mit Angabe beider Elternteile, jedoch ohne Kekule-Nummern. Bei keiner Person sollten Orts- und Zeitangaben fehlen; notfalls müssen sie errechnet oder geschätzt werden. Bei errechneten Daten (beispielsweise dem Geburtsjahr aus dem Sterbealter) sollte die Kennzeichnung „(err.)“ hinzugefügt werden („errechnet“). Unentbehrlich ist die Angabe des Glaubensbekenntnisses. Meist genügt es, die in der Ahnenliste überwiegende Religionszugehörigkeit an den Anfang zu setzen und Abweichungen bei einzelnen Personen oder ganzen Ahnenstämmen zu vermerken. Für Frauen, deren Geburtsname unbekannt ist, werden die bekannten Daten im Zusammenhang mit den Daten des Mannes aufgeführt. Uneheliche Verbindungen werden mit „o-o“ gekennzeichnet, ansonsten wie eheliche behandelt, einschließlich der Kekule-Nummern.

## Ahnenschlauch
Ein Ahnenschlauch ist eine einseitig (zumeist nur in männlicher Folge) geführte, sehr weit zurückreichende Linie, ohne (oder mit nur gelegentlicher, eher zufälliger und punktueller) Erforschung bzw. Darstellung von Seitenzweigen und angeheirateten Familien. Der wissenschaftliche Wert von Ahnenschläuchen ist wegen dieser Eigenschaften sehr gering.

## Forschungsmethoden
Jeder Familiengeschichtsforscher beginnt einmal ganz vorne, zum Beispiel mit Fragen an die eigenen Verwandten, an Eltern und Großeltern, Onkel und Tanten. In den meisten Familien ist heute ein Familienstammbuch vorhanden. Die Großeltern, sofern sie noch leben, erinnern sich an ihre eigenen Eltern und Großeltern, wie sie hießen, wo sie wohnten, ihren Beruf und ihr Leben. Sind die eigenen Eltern und Großeltern schon gestorben, können wichtige Hinweise und Details oft unwiederbringlich verloren sein. Vielleicht erinnert sich noch eine ältere Verwandte. Sie ist auch oft die letzte, die noch weiß, wer auf den alten Familienfotos abgebildet ist. Solche Fotos und andere Belege beziehungsweise Dokumente sowie die vom Familiengeschichtsforscher selbst verfassten Biografien beziehungsweise Lebensbilder der Großeltern und Urgroßeltern oder anderer Verwandten sind der Grundstock für eine spätere Familienchronik.
Inzwischen ist längst das Interesse erwacht, auch etwas über weiter zurückliegende Generationen zu erfahren. Allerdings sind in den wenigsten Familien bereits umfangreichere Unterlagen, zum Beispiel ein alter Ahnenpaß, vorhanden. Bei der Erforschung seiner Ahnen arbeitet der Familiengeschichtsforscher von Generation zu Generation zeitlich rückwärtsschreitend. Ist beispielsweise aus der Heiratsurkunde der Urgroßeltern von 1892 bekannt, dass die Eltern der Urgroßmutter Agnes Leichsenring, Karl Heinz Leichsenring, Bauer in Reinsdorf bei Zwickau und Christine Wilhelmine geborene Heinze hießen, so findet sich der Geburtseintrag der Urgroßmutter unter den Taufen dieses Paares, zum Beispiel im Taufbuch von Reinsdorf am 18. Oktober 1864, dann die Heirat ihrer Eltern am 26. November 1857. Im Traubuch sind in den meisten Fällen die jeweiligen Väter von Braut und Bräutigam angegeben. Nun wieder zuerst nach der Taufe, dann nach der Heirat und so weiter gesucht.
Dieses generationsweise Rückwärtsschreiten in der Zeit stößt jedoch bald auf Schwierigkeiten. Ein Bräutigam könnte beispielsweise aus einem anderen Ort stammen, seine Taufe also nicht in Reinsdorf zu finden sein. Es wird deshalb notwendig, im Sterberegister nach dem Sterbeeintrag zu suchen. Dort ist meist eine Altersangabe zu finden, aus der sich das Geburtsjahr errechnen lässt. Dieses wird vor allem benötigt, um aus mehreren Personen mit oft ähnlichem oder gleichem Namen den richtigen Vorfahren herauszufinden. War er mehrfach verheiratet, ist zusätzlich durch Vergleich mit den Sterbedaten der Stiefmutter die Mutter zu ermitteln.
Von einem bestimmten Punkt an ist Familiengeschichtsforschung ein Hobby, das eine besondere Neigung und leidenschaftliche Arbeit erfordert. Dringt der Familiengeschichtsforscher mit seinen Ermittlungen bis in die Zeit des 17. und 16. Jahrhunderts vor, dann treten immer neue und schwierige Probleme auf, und der Tote Punkt der Forschung wird immer häufiger erreicht. Mit der Verdoppelung der Zahl der Vorfahren in jeder Generation weitet sich das Bild von einer persönlichen Ahnenliste zur Orts-, Sozial- und Bevölkerungsgeschichte ganzer Gemeinden, in denen sich besonders viele Vorfahren konzentrierten.
Nicht jede Eintragung im Kirchenbuch oder Gerichtshandelsbuch braucht wörtlich abgeschrieben oder abgebildet werden. Jeder Familiengeschichtsforscher muss aber lernen, sich alle wesentlichen Angaben zu notieren.
Je weiter die Forschung voranschreitet, desto größer wird die Wahrscheinlichkeit der Ahnengemeinschaft mit anderen Genealogen, die sich in der Ahnenstammkartei des deutschen Volkes feststellen lässt.

## Abbruchwahrscheinlichkeit
In jeder Generation verdoppelt sich zwar die Zahl der Vorfahren, je nach Quellenlage und Stärke der Forschung ist aber davon nur ein Teil bekannt. Die Wahrscheinlichkeit, dass von dieser Summe der Vorfahren jemand unbekannt ist, ist Anfang des 20. Jahrhunderts fast 0,00 (das heißt alle Vorfahren sind bekannt) und nähert sich bis um 1500 in allen nicht adeligen Klassen und Schichten dem Wert 1,00.
Für die zweite Hälfte des 17. Jahrhunderts ergab eine repräsentative Auswertung von Ahnenlisten der Zentralstelle für deutsche Personen- und Familiengeschichte Leipzig folgende Abbruchwahrscheinlichkeiten: Landbevölkerung 0,31, Stadtbevölkerung 0,28. Bei der Landbevölkerung haben die niedrigsten Werte Adel mit 0,03 und Pfarrer mit 0,11. Die höchsten Werte (um 0,40) weisen mobile Berufe des ländlichen Handwerks und die „Geschulten“ auf dem Lande (Schulmeister, Verwalter und so weiter) auf, bei denen größere Wanderungsentfernung mit schlechter Quellenlage gekoppelt sind (siehe Räumliche Mobilität und Heiratskreis).
Der Genealoge kann zur wissenschaftlichen Aussagekraft seiner Forschungen beitragen, wenn er nicht nur besonders „interessante“ Familien verfolgt, sondern allen Linien in allen Schichten und Klassen mit gleicher Stärke nachgeht.

## Vollständigkeit von Ahnenlisten
Die Vollständigkeit einer Ahnenliste wird gekennzeichnet durch den prozentualen Anteil der bekannten Ahnen an den theoretisch möglichen Ahnen der jeweiligen Generation.
Während der Genealoge in den ersten Vorfahrengenerationen meist rasch vorankommt, sich in einer bestimmten Forschungsphase der Ahnenzuwachs sogar relativ beschleunigt, erhöht sich der Aufwand in zeitlich weiter zurückliegenden Generationen immer mehr, weil die Ahnen über einen größeren Raum verteilt sind und die Quellenlage in der Regel immer schwieriger wird. Dabei handelt es sich um eine statistische Feststellung, die im Einzelfall (etwa nach Überwindung eines Toten Punktes schon bei den Urgroßeltern) scheinbar auch einmal anders sein kann. Auch in der Genealogie gilt das ökonomische „Gesetz vom abnehmenden Zuwachs“, das heißt von einem bestimmten Punkt an muss ein immer größerer Aufwand getrieben werden, um weitere Ahnen zu finden. Bei der wachsenden Bedeutung genealogischer Ergebnisse für die Sozialgeschichte und andere Zweige wäre es nützlich, über diesen Punkt genauere Aussagen zu machen. Leider gibt es aber bisher von Seiten der Genealogen kaum Mitteilungen über das Verhältnis von Kosten und Ahnenzuwachs.
In Sachsen zählen Ahnenlisten von um 1940 geborenen Probanden mit 6.000 – 7.000 nicht-adligen verschiedenen Vorfahren und einer Vollständigkeit von etwa 80 % (das heißt rund 800 Personen) in der zehnten Vorfahrengeneration zu den bisher bekannten Spitzenleistungen. Die folgende Genealogengeneration dürfte in Einzelfällen mit Listen von über 10.000 Personen aufwarten, also einer Datenmasse, deren Bewältigung durch den Einsatz von Computern erleichtert worden ist.
Man sollte stets bestrebt sein, die der Gegenwart am nächsten stehenden Lücken zu überwinden und darauf besondere Anstrengungen zu richten. Ahnenschläuche haben wenig Sinn.
Ein erfahrener Genealoge, dem es nach tagelangem Forschen gelingt, in der zehnten Vorfahrengeneration einen von 200 bisher noch unbekannten Ahnen endlich namhaft zu machen, wird sich selbst die Frage stellen, ob dann Aufwand und Ergebnis noch in richtigem Verhältnis stehen. Denn unser Leben ist endlich, der mögliche Aufwand in Ahnenforschung begrenzt. Und vielleicht ist es sinnvoller, einen Ort für ein Ortsfamilienbuch zu verkarten, ein Problem systematisch bis zur Publikation zu bearbeiten oder seine Erfahrungen in die Heimatgeschichte und einen genealogischen Verein einzubringen.

## Register
Ahnenlisten sind ohne Register (Register der Orte und Berufe) unvollständig. Jeder Ort ist durch Angabe des Kreises oder der entsprechenden Verwaltungseinheit eindeutig zu bestimmen, bei Dörfern reicht auch die Lagebeziehung zur nächsten Stadt. Anzugeben ist, auf welchen Zeitpunkt sich die verwendete politische Gliederung bezieht. Begriffe wie Berufe, Flurnamen und so weiter sind in der originalen Form wiederzugeben.